# Кириши (станция)
Кириши — железнодорожная станция Октябрьской железной дороги в Киришском районе Ленинградской области, расположенная в городе Кириши. Находится на линии Мга — Овинище, в народе называемой Мологским ходом. По характеру основной работы является грузовой, по объёму выполняемой работы отнесена к внеклассным станциям.

## Пассажирское сообщение
По станции Кириши останавливается пассажирский поезд 609А/610А Санкт-Петербург (Ладожский вокзал) — Сонково; в советское время также пассажирские поезда Ленинград-Витебский — Москва-Савёловская.

### Пригородное сообщение
Через станцию Кириши проходят электропоезда в направлениях:
- на Будогощь
- на Санкт-Петербург (Московский и Ладожский вокзалы)
- на Волховстрой I (в шестивагонной составности)
- на Чудово-1-Московское
- (ранее) на Малую Вишеру (в шестивагонной составности).

В советское время электропоезда на маршруте Волховстрой — Кириши не обращались. Поезд на тепловозной (ТЭП60, в последние годы ТЭП70) тяге, возвращавшийся поздним вечером в Волховстрой из Чудово, заходил в Кириши, где происходил перегон тепловоза на другой конец.

## Грузовое движение
Большую часть грузового движения составляют поезда, формируемые на станции Кириши, осуществляющие вывоз продукции Киришского НПЗ. Вывоз грузов со станции Кириши в основном осуществляется в направлении станций Санкт-Петербург-Сортировочный-Московский, Лужская и Высоцк, в том числе частным перевозчиком ООО «Трансойл». Кроме этого через станцию Кириши следуют транзитные грузовые поезда со станций Московской, Горьковской, Северной, Куйбышевской, Свердловской и Западно-Сибирской железных дорог.

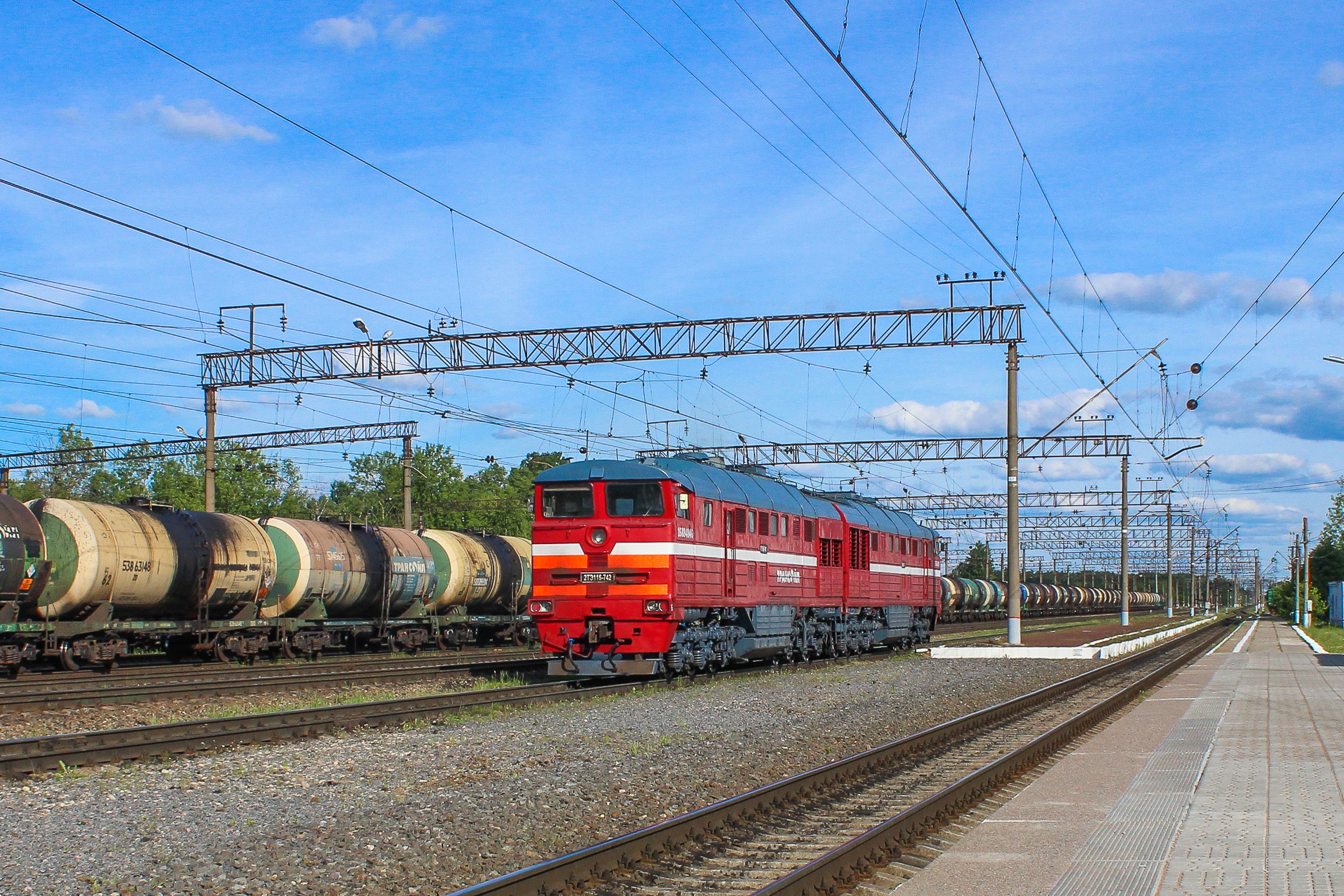
Тепловоз 2ТЭ116-742 компании Трансойл маневрирует на станции Кириши

## Реконструкция и новый вокзал
В конце 2012 года было начато строительство нового вокзала. Общая стоимость проекта составила 104,5 миллиона рублей. Срок сдачи — третий квартал 2013 года. Также велась реконструкция пассажирской платформы № 2, в связи с этим посадка-высадка из поездов, имеющих оборот по станции Кириши, производилась из первых пяти вагонов на платформе № 2, остановка поездов из/на Будогощь производилась на временной деревянной платформе № 1.
Вокзал был достроен и введён в эксплуатацию 25 мая 2016 года.

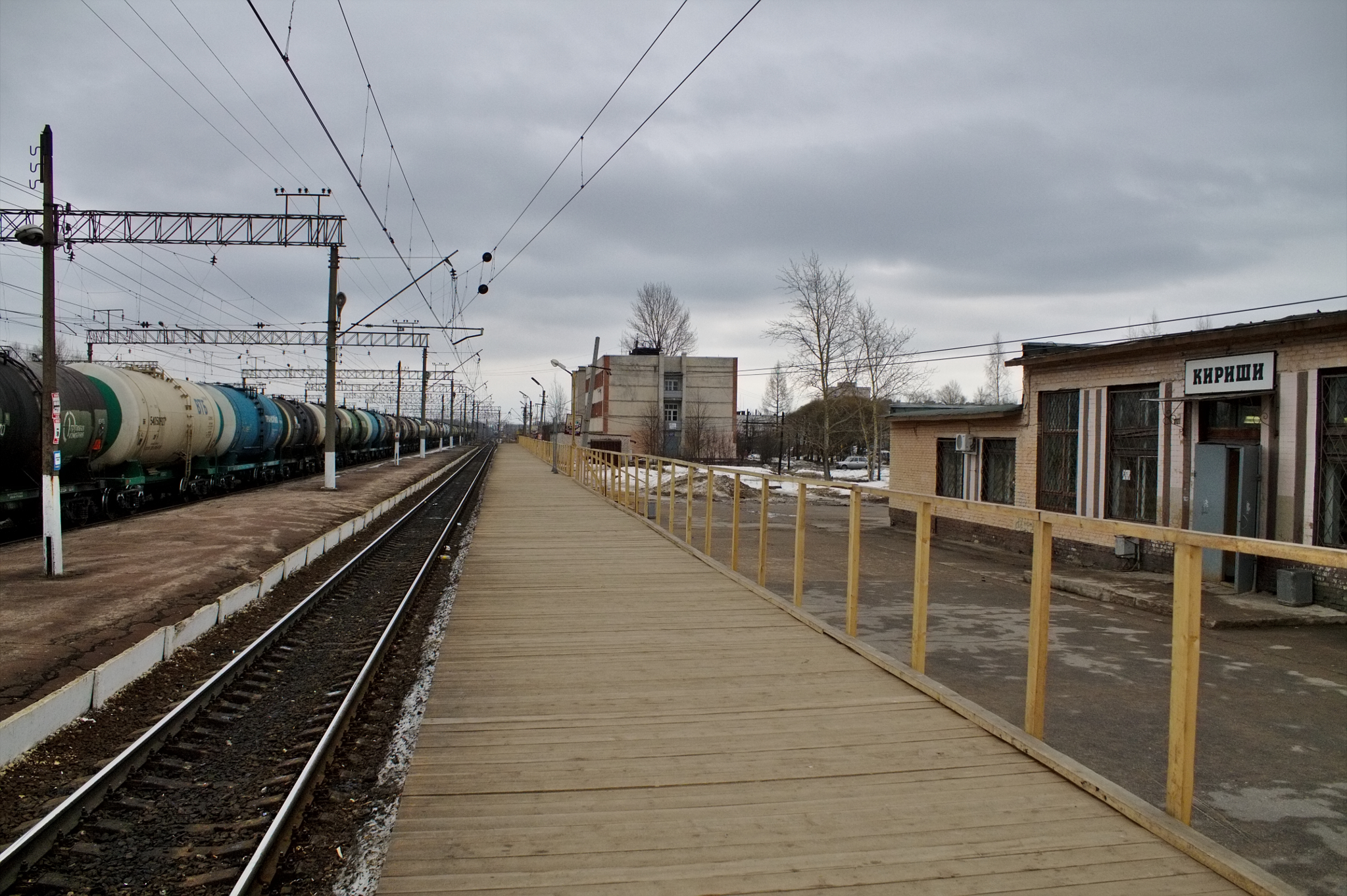
Временная деревянная платформа и старый вокзал
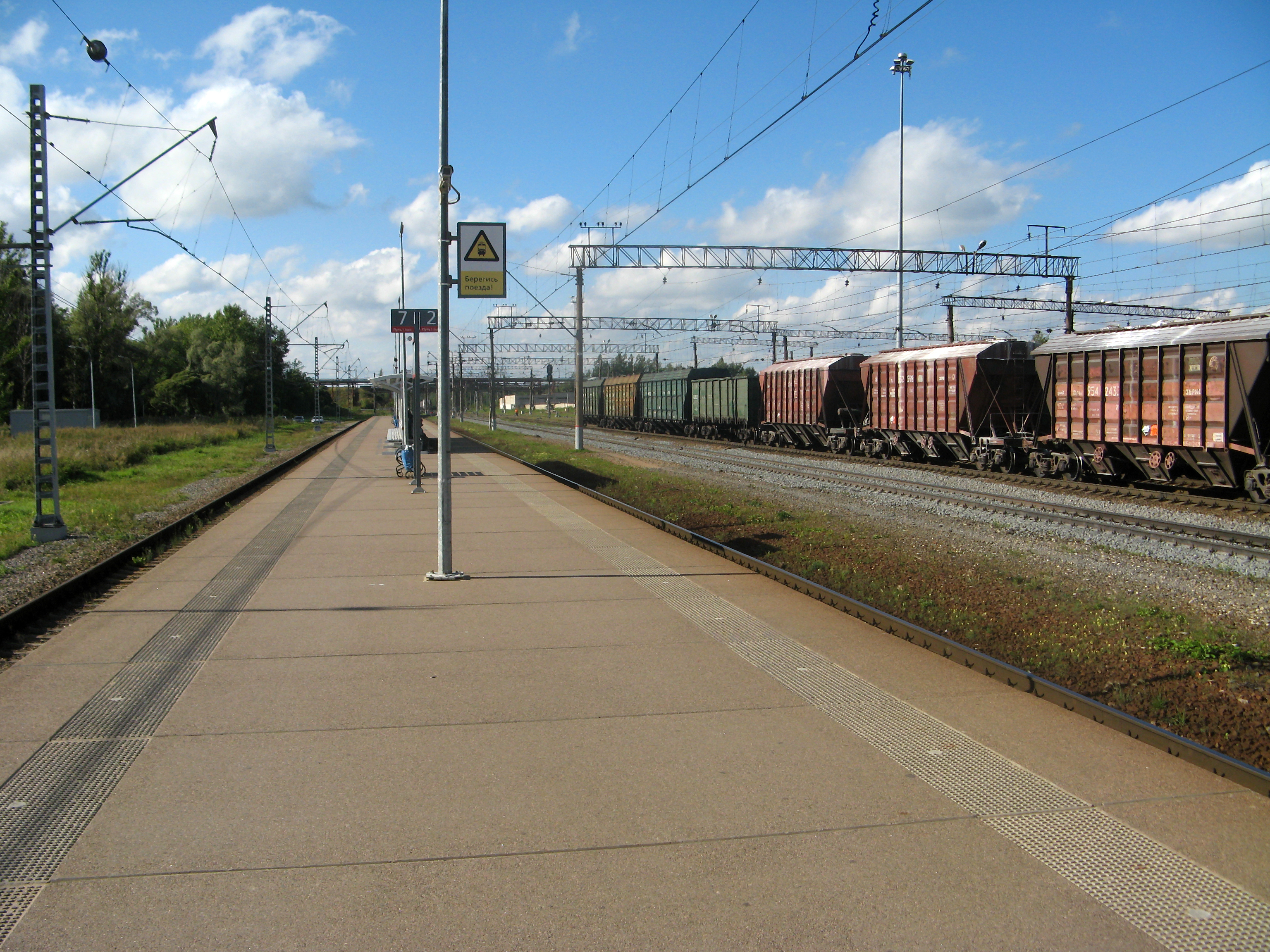
Платформа, вид в направлении Санкт-Петербурга
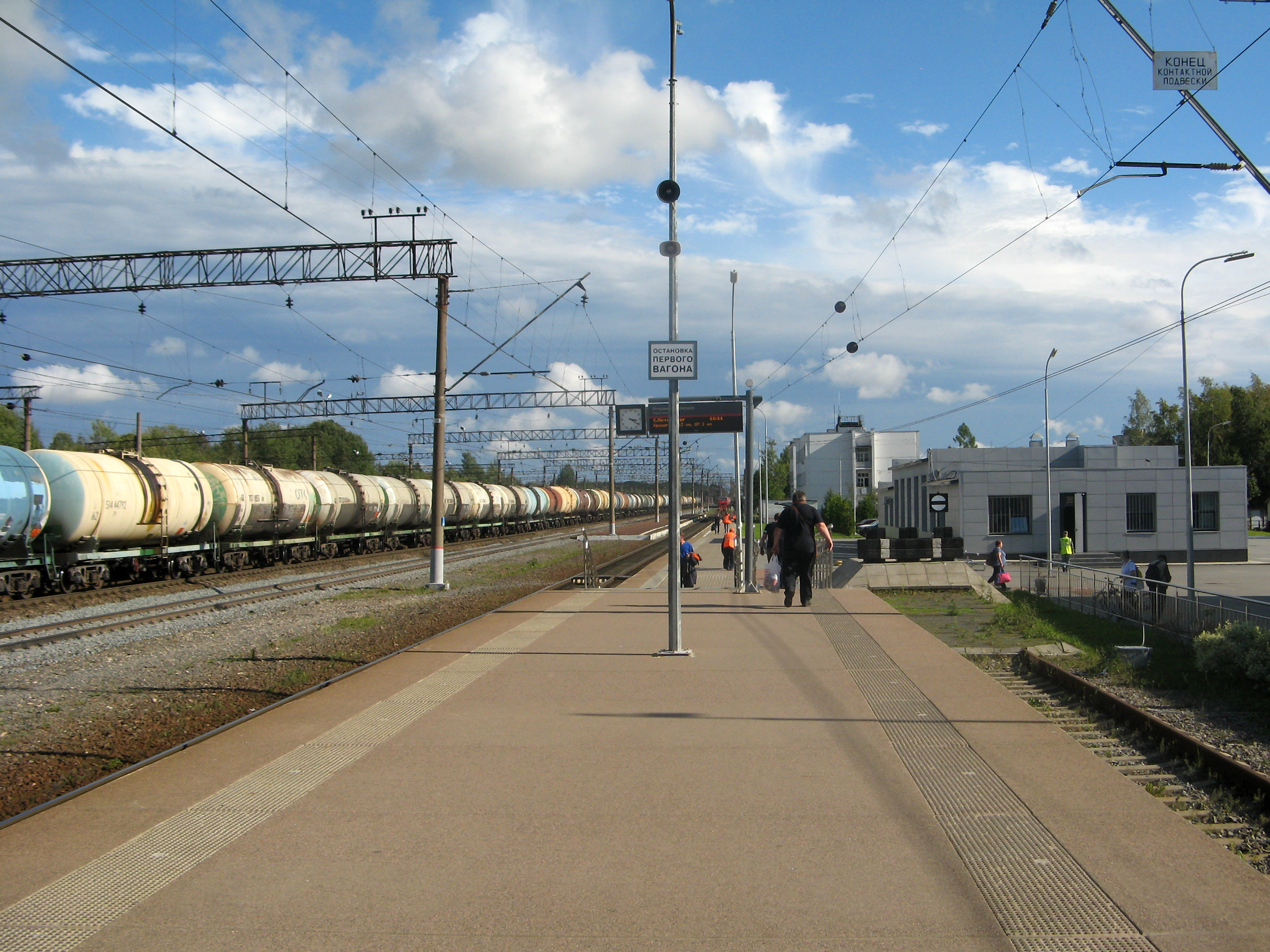
Платформа, вид в направлении Будогощи
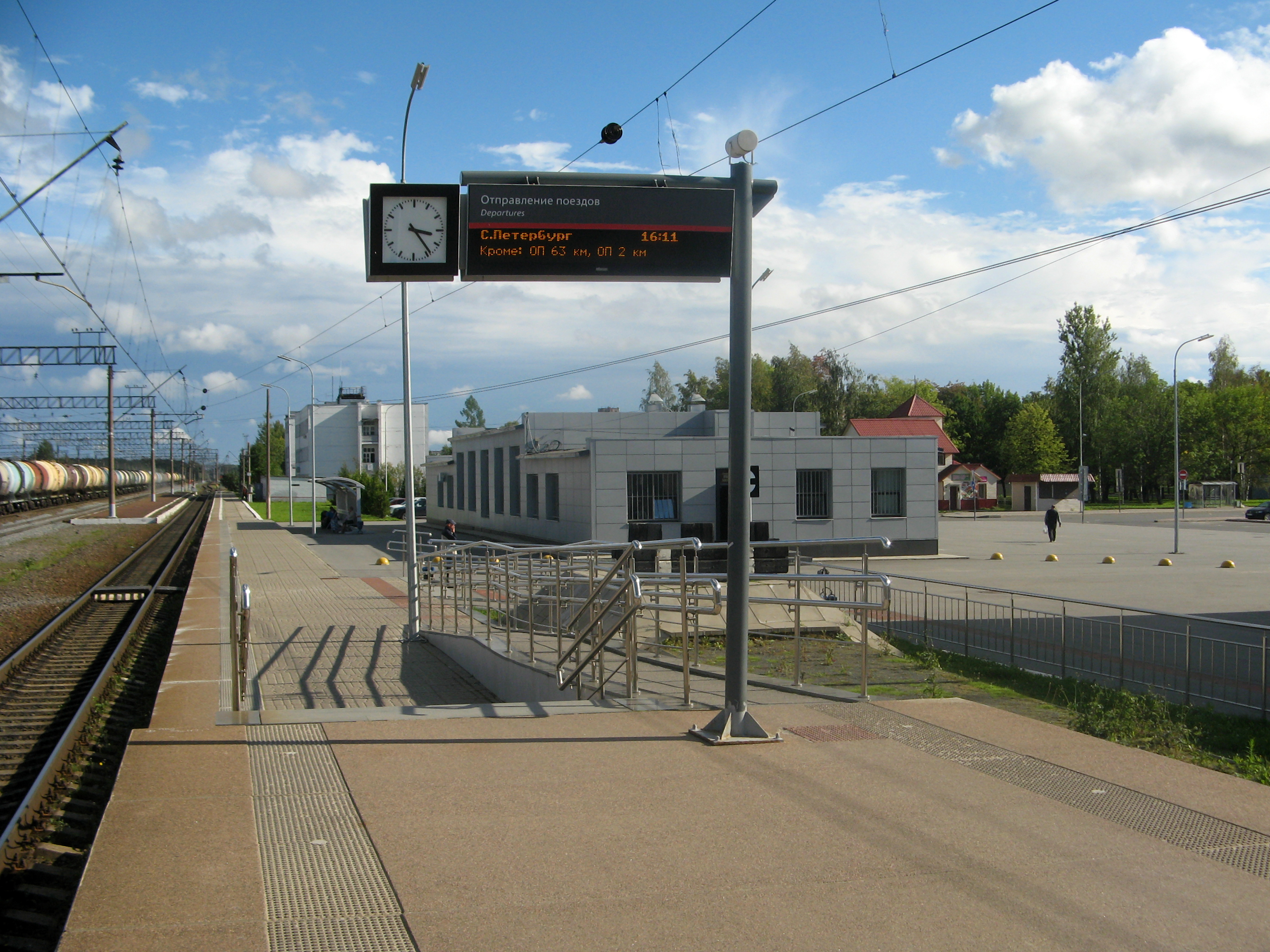
Платформа, выход в город